# Hjemmeværnet
La Guardia Nazionale (in danese Hjemmeværnet) è un corpo militare danese, che si basa sull'adesione volontaria e gratuita.
Svolge attività di supporto alle forze armate, risponde alle emergenze e si occupa di mantenere la sicurezza nella società civile.

## Storia
Fu istituita nel 1949.
Le sue tre sezioni (esercito, marina e aeronautica) sono integrate nello Stato Maggiore della Guardia Nazionale, ma prima del 1973 avevano ognuna il proprio personale.
Il corpo speciale femminile fu eliminato nel 1982, con l'introduzione della parità di trattamento tra donne e uomini all'interno della Guardia.
Dal 2006 supporta le Forze Armate Danesi anche nelle sue missioni internazionali.

## Struttura
La Guardia Nazionale è composta da un Comando (Hjemmeværnskommandoen), da una scuola (Hjemmeværnsskolen) ed è divisa in tre rami:
- Hærhjemmeværnet (esercito):
  - Politihjemmeværn (polizia);
  - Virksomhedshjemmeværn.
- Marinehjemmeværnet (marina militare);
- Flyverhjemmeværnet (aeronautica militare).